# 杜什科·姆尔杜利亚什
杜什科·姆尔杜利亚什（1951年7月17日—），克罗地亚男子赛艇运动员。他曾代表南斯拉夫参加1972年、1976年和1980年夏季奥林匹克运动会赛艇比赛，其中1980年奥运会获得一枚铜牌。